# Casa-fàbrica Castelló-Güell
La casa-fàbrica Castelló-Güell era un edifici situat al carrer de Sant Pau, 75 del Raval de Barcelona, actualment desaparegut.

## Història

### Fàbrica de cera de Pau Molins
El 1765, Josep Galceran Pinós i de Pinós, marquès de Barberà, va establir en emfiteusi una parcel·la del seu hort al candeler Pau Molins i Carol, on aquest va construir un obrador de blanqueig de cera. A la seva mort el 1775, va deixar com a hereva universal la seva dona Maria Paula Rotxotxo i Puigdoura (vegeu casa-fàbrica Rotxotxo) i molts deutes. En particular, «la casa y hort del carrer de Sant Pau se trobaba obligada a diferents censals, los quals y las pencions que de ells se devian importaban quasi tant com lo valor de dita casa y hort».

### Fàbrica d'indianes de Miquel Castelló i Cia
El març del 1775, Miquel (Josep) Castelló, Pau Armet i Josep Samuntà van constituir una societat sense cap finalitat precisa, tot i que sembla que era per a un magatzem de pesca salada, i el juny del mateix any van adquirir en emfiteusi una casa als carrers de la Vidrieria i Volta d'en Bufanalla, i tot seguit, van demanar permís per a reedificar-la.
El 1778, van adquirir la finca del carrer de Sant Pau a la vídua Rotxotxo per 2.420 lliures, i hi van establir una fàbrica d'indianes sota la raó social Miquel Castelló i Cia. Samuntà hi va aportar un prat d'indianes que li havia establert en emfiteusi el terratinent Josep Albert Navarro-Mas i Marquet a l'actual marina del Prat Vermell. Uns anys més tard, la societat es va dissoldre, i el 1780, Castelló i Armet cediren la casa del carrer de la Vidriera a Samuntà. El 1781, Castelló cedí el prat, amb la casa i els utensilis corresponents, als altres dos socis, l l'any següent, Samuntà vengué la seva part per 3.550 (2.000 pel prat i 1.550 pels estris) lliures a Armet, que va constituir una nova companyia amb Joan Salgado).
El 1787, Miquel Castelló va demanar permís per a canviar-ne alguns estenedors, ja que les fustes s'havien podrit a causa de la pluja. El desembre del 1793, apareixia al Diario de Barcelona una notícia relativa al furt d'unes peces pintades: «La noche del día 20 del corriente, se desaparecieron de la Porchada de la Fábrica de Miguél Castelló en la calle de S. Pablo, dos Piezas de indiana pintada sin hervir: el que sepa el paradero de dichas Piezas, se servirá dar aviso al Despacho principal del Diario, que se le guardará el secreto, dándole una gratlficacion; y si recaen en persona necesitada, se le dará una crecida limosna.»
A la seva mort, el van succeir el seu gendre Francesc Planas i la seva filla Antònia, que el 1806 van demanar permís per a obrir-hi dues portes i tancar-hi una altra. El 1814, el matrimoni era en concurs de creditors, i els síndics i segrestadors dels seus béns van posar en lloguer el prat d'indianes. El 1828, Francesc Planas va establir en emfiteusi la part de la finca més propera al carrer de Sant Oleguer al fabricant de tints de cotó vermell Pere Keittinger, i va demanar permís per a variar diverses obertures de la façana, segons el projecte del mestre de cases Joan Valls i Balansó.

### Fàbrica de teixits de Marià Güell
El 1850, els germans Francesc, Dolors i Antònia Planas i Castelló van vendre la propietat al fabricant de teixits de cotó Marià Güell i Bigorra (†1861), que el va fer enderrocar per a construir-hi un de nou de planta baixa i quatre pisos, segons el projecte del mestre d'obres Antoni Jambrú i Riera, i amb la participació del fuster Gaietà Roldós, el manyà Francesc Altadill i el llanuer Manuel Garcia. El 1852, va adquirir en emfiteusi a l'hisendat Esteve Maignon i Duran uns terrenys al carrer del Pilar (actualment Arnús) de Badalona, on faria construir una fàbrica, i el 1853 va fer el mateix amb uns terrenys adjacents al carrer de Sant Josep al pagès Pau Suñol i Banús, on faria construir dues cases. El 1858, va adquirir als germans Antoni, Paula i Francesca Brugarolas i Roca la casa veïna del carrer del Marquès de Barberà, 26).
A la seva mort, els seus fills van continuar el negoci sota la raó social Güell Germans: «San Pablo, 75, frente á la de Cadena. Güell hermanos. Fábrica de tejidos de algodon. Cutíes para colchones de todas clases. Arabias. Se hacen espediciones á todas partes.», que el 1863 compartia les instal·lacions amb Cendra Germans: «San Pablo, 75. Cendra hermanos. Fábrica de tejidos de hilo, lana y algodon. Driles de varias clases; patenes, mezclillas y castores; lanillas, tartanes de todas clases. Se sirven pedidos á todas partes.» Barbará, 26, Fábrica de varios tejidos de lana, hilo, algodon. Pañolería de todas clases. Tartanes. Damascos de algodon. Driles, cutíes, biones. Espediciones á todos puntos. Sres. Santa y Galcerán».
Entre 1910 i 1922, als baixos hi hagué el cafè-dancing La Bombilla. Finalment, l'edifici fou enderrocat a la dècada del 1990, afectat pel PERI del Raval.

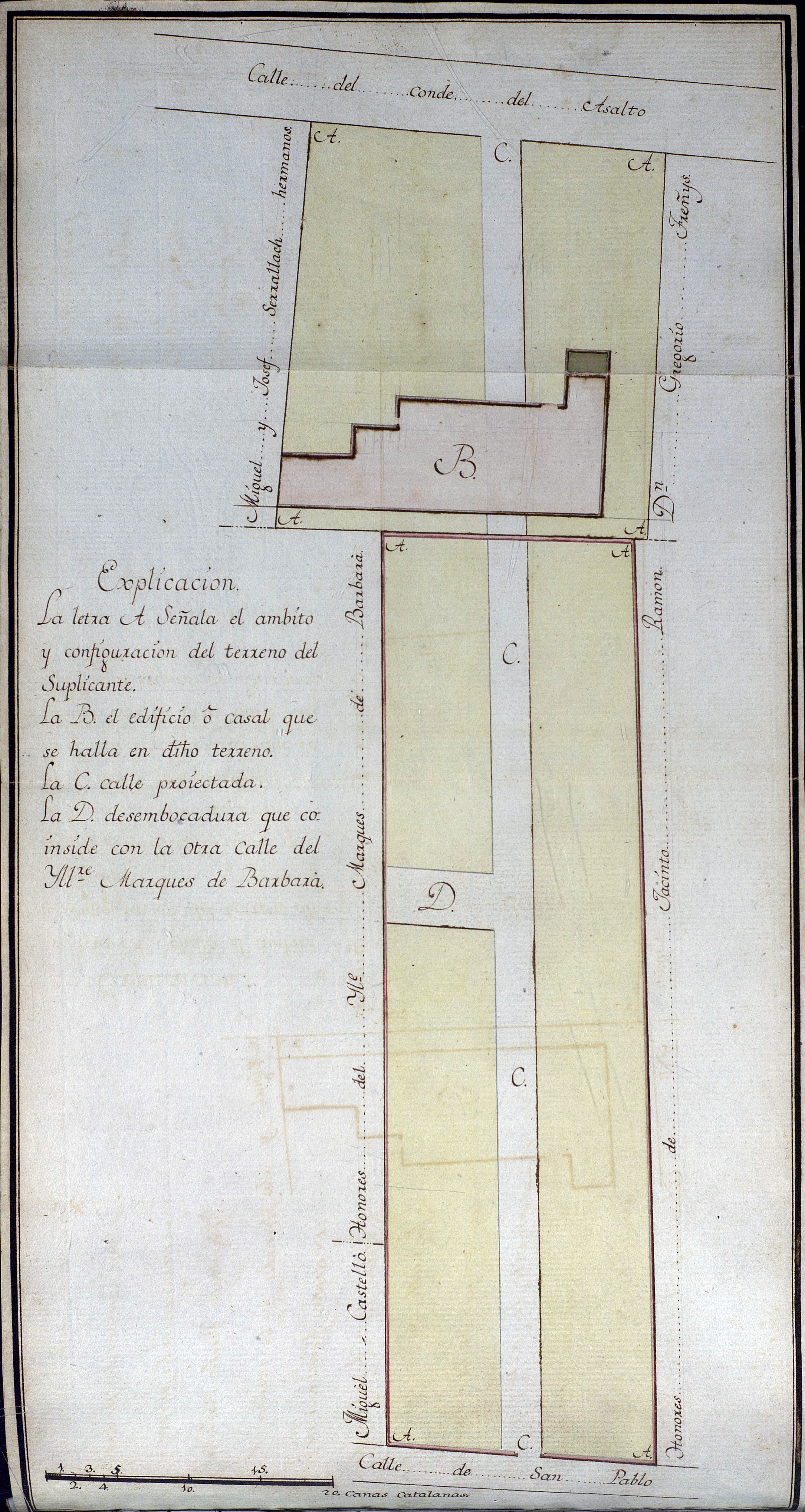
Projecte del carrer de Sant Oleguer. La lletra B correspon a la fàbrica d'indianes de Gregori French